# AKT2
AKT2 или RAC-бета серин/треонин протеинкиназа е ензим, кодиран при човека от гена AKT2.

## Функция
AKT2 и сходния ензим AKT1 се активират от разстежни фактори, продуцирани от тромбоцитите. Активацията е бърза и специфична, като се счита, че протича под действие на фосфатидилинозитол-3-киназа. При експерименти с мишки с дефицит на AKT2 се наблюдава фенотип на заболяване от диабет, което показва, че ензима функционира в сигналния път от инсулиновия рецептор. Отново при мишки, при които липсва AKT2 се наблюдава по-голям риск за заболавяне от рак на гърдата при активиране на онкогенни протеини.